# Валентино Ланус
Валентино Ланус (шп. Valentino Lanús) је мексички глумац и модел.

## Приватни живот и каријера
Рођен је 3. маја 1975, као друго од четворо деце и једини је син.
Отац, Луис Алберто Лопез је био рачуновођа, а мајка је радила као економиста. Има три сестре - Маргарита је зубарка, Моника фотографкиња, а Сандра се бави трговином.
Студирао је компјутерски инжењеринг, али се из љубави определио за музику.
Иако су отац и мајка желели да крене њиховим стопама, он је одабрао модне писте, музика и глуму, што се показало као добар избор.
Са 17 година одлучује да живи сам. Почиње да се бави моделингом како би платио школовање. Радио је и као аниматор у дикскотеци и у то време живео са глумицом Маки.
Продуцент Андре Барен га је припремао за музичку каријеру, али је пројекат пропао. Касније је уписао Телевисину школу глуме и добио шансу да се прослави.
Тада га је продуценткиња Карла Естрада позвала да игра у серији María Isabel, поред Аделе Норијеге. Планирано је да остане у првих 30 епизода, али задовољна његовом глумом продуценткиња одлучује да остане до 60.
Ово је био почетак његове каријере којом су уследиле улоге у теленовелама Љубав цигана и La casa en la playa. Након последње серије продуцент Педро Дамјан га позива да игра у тинејџерској теленовели Primer Amor... а mil por hora, након које добија награду TVyNovelas за мушко откриће године.
У теленовелели El juego de la vida дао је живот тренеру женског фудбалског клуба.
Четири и по године је био у љубавној вези са глумицом Жаклин Бракамонтес.
Године 2003. почиње са снимањем теленовеле Поново заљубљени, која своју премијеру има у јануару наредне године прво у Америци, а потом у мају у Мексику.
Током 2006. и 2007. игра у крими теленовели Amar sin límites са Кариме Лозано и Ренеом Стриклером.
Валентино се бави и хуманитарним радом. Током више година помагао је сиромашној деци да се интегришу у друштво. Активан је у међународној организацији Greenpeace која покушава да заштити китове и шуме. Члан је фонда Interneton који промовише мир и храном помаже сиромашне људе.
Из хобија се бави фотографијом и има их више од три хиљаде.
Године 2008. игра у хумористичкој теленовели Канди са бившом девојком Жаклин Бракамонтес и Хаимеом Камилом.
У јулу исте године продуцира филм Véritas, el príncipe de la verdad. То је први од три филма са којима планира да се бави продукцијом.
У септембру 2008. одлази у Лос Анђелес на усавршавање глуме. Тамо упознаје глумицу Ајлин Ембер, са којом се забавља неко време.
Године 2010. игра у хумористичкој теленовели Llena de amor, поред глумице Аријадне Дијаз.
Године 2012. гостује у почетним епизодама теленовеле Amor bravío.

## Филмографија:
| Година:   | Српски назив:    | Оригинални назив: | Улога:                        |
| --------- | ---------------- | ----------------- | ----------------------------- |
| 2012.     | /                |                   | Луис                          |
| 2010.     | /                |                   | Емануел Руиз                  |
| 2007-2008 | Канди            |                   | Патрисио Молина Лисарага      |
| 2006-2007 | /                |                   | Дијего Моран                  |
| 2005-2006 | Алборада         |                   | Мартин Алварадо               |
| 2004-2005 | Невина           |                   | Хулио Алберто Кастиљо Линарес |
| 2003-2004 | Маријана         |                   | Хавијер Мендијета             |
| 2003-2004 | Поново заљубљени |                   | Данијел Суарез Гонзалез       |
| 2001-2002 | /                |                   | Хуан Карлос Домингез          |
| 2000-2001 | /                |                   | Иманол Хуареги Тасо           |
| 2000.     | /                |                   | Мигел Анхел Виљареал          |
| 1999.     | Љубав цигана     |                   | Патрисио                      |
| 1997-1998 | /                | María Isabel      | Антонио                       |